# Orca (filme)
Orca (bra: Orca - A Baleia Assassina ou Orca, a Baleia Assassina; prt: Orca, a Fúria dos Mares) é um filme estadunidense de 1977, do gênero aventura dramática, dirigido por Michael Anderson.
É uma produção de Dino De Laurentiis que segue na esteira do sucesso de Jaws (br: Tubarão), de 1975. Desta vez, a antagonista dos homens é uma orca vingativa e com inteligência muito superior a dos humanos (pelo menos no filme).

## Sinopse
Nolan é o capitão de um navio pescador de crustáceos que aceita uma proposta em dinheiro para capturar um tubarão branco para o aquário da cidade. Durante a navegação, eles avistam um tubarão que é atacado por orcas. Atiram em uma delas com o arpão e não percebem que isso foi um erro fatal: o arpão passa de raspão na nadadeira de uma orca macho e atinge em cheio a sua companheira que estava prenha. Ao ser trazida para o navio, a orca aborta o embrião. O macho assiste, da água, a todo o fim da sua família e observa Nolan com ódio.
A orca macho ataca o navio que, danificado, tem que retornar ao porto. Enquanto o navio sofre reparos, a orca vingativa começa a perseguir Nolan e sua tripulação, que não podem se aproximar da água sem que sofram ataques. A população fica assustada e pressiona Nolan para que ele expulse a orca dali, pois o animal está afastando os peixes, além de causar outros danos à cidade.
Nolan não tem outra saída senão ir atrás do animal, mas logo percebe que a inteligente orca quer atraí-lo para uma armadilha mortal.

## Elenco
- Richard Harris.... Capitão Nolan
- Charlotte Rampling.... Rachel Bedford
- Will Sampson.... Umilak
- Bo Derek.... Annie
- Keenan Wynn.... Novak
- Robert Carradine.... Ken